# Relaciones Bangladés-Corea del Sur
Las relaciones entre Bangladés y Corea del Sur son las relaciones bilaterales de la República Popular de Bangladés y la República de Corea. Bangladés es uno de los muchos países que han establecido relaciones diplomáticas con las dos Coreas. Las relaciones diplomáticas oficiales con la República Popular Democrática de Corea se establecieron en 1973. En 1974, Corea del Sur abrió su embajada en la capital de Bangladés, Dhaka, mientras que su contraparte lo hizo en 1987.

## Historia
La primera ministra, Sheikh Hasina, realizó una visita oficial a Corea del Sur del 16 al 18 de mayo de 2010 por invitación de Lee Myung-bak, presidente de la República de Corea en ese entonces. La delegación de Bangladés fue recibida por el presidente Lee y altos funcionarios y recibió una cálida bienvenida, lo que refleja la amistad y los estrechos vínculos entre los dos gobiernos y los dos pueblos. El presidente y la primera ministra mantuvieron conversaciones oficiales en un ambiente cordial e intercambiaron puntos de vista sobre una amplia gama de asuntos bilaterales, regionales e internacionales.
El ex primer ministro, Lee Yung-dug, visitó Bangladés del 2 al 4 de septiembre de 1994, seguido de una visita del antiguo ministro, Kim Suk-soo, del 8 al 10 de noviembre de 2002. Posteriormente, el primer ministro, Lee Nak-yeon, visitó Bangladés del 13 al 15 de julio de 2019, lo que generó un impulso en las relaciones bilaterales. Estuvo acompañado por una delegación de alto nivel, incluida una delegación de empresarios.

## Comercio bilateral
La República de Corea es uno de los socios de desarrollo más confiables de Bangladés y ha brindado cooperación y apoyo importante desde principios de la década de 1970. El comercio bilateral entre los dos países crece y crece continuamente. actualmente en alrededor de 1.57 mil millones de dólares. Sin embargo, las exportaciones de Bangladés a Corea del Sur totalizan solo 352.82 millones de dólares.